# Watershed (k.d. lang)
Watershed è un album in studio della cantante canadese k.d. lang, pubblicato nel 2008.

## Tracce
1. I Dream of Spring – 4:00 (k.d. lang, David Piltch)
2. Je fais la planche – 2:51 (lang, Ben Mink)
3. Coming Home – 3:26 (lang, Piltch)
4. Once in a While – 3:27 (lang)
5. Thread – 3:38 (lang, Piltch)
6. Close Your Eyes – 4:26 (Teddy Borowiecki, lang, Greg Leisz, Piltch)
7. Sunday – 4:17 (Borowieski, lang)
8. Flame of the Uninspired – 3:30 (lang, Mink)
9. Upstream – 3:37 (lang, Piltch)
10. Shadow and the Frame – 3:07 (Borowiecki, lang, Meredith)
11. Jealous Dog – 2:32 (lang, Piltch)

Tracce bonus Live 
1. I Dream of Spring – 3:45 (lang, Piltch)
2. Wash Me Clean – 4:11 (lang)
3. The Valley – 6:20 (Jane Siberry)
4. Hallelujah – 5:22 (Leonard Cohen)